# The Rocking Vicars
The Rocking Vicars, connu aussi sous le nom de Reverend Black and the Rocking Vicars ou encore The Rockin' Vickers est un groupe britannique de rock formé à Blackpool en 1963.

## Historique
Le groupe n'a sorti que quatre 45 tours chez Decca et CBS, tous composés de reprises. (Ils ont enregistré d'autres titres comme Say Mama et Shake, Rattle and Roll qui marchaient bien en live, ainsi que Little Rosy, I Just Stand Here et What's The Matter Jane qui ne sortirent qu'en 2000). Les Rocking Vicars présentaient un show des plus énigmatique pour les années soixante. La presse décrivait le groupe comme blasphémateur, choquant et insipide. La télévision de son côté refusait de les programmer. Leur chanteur, Harry Feeney, a tenté d'y remédier en clamant à qui voulait l'entendre que, peut-être, les jeunes auraient envie d'aller à l'église le dimanche s'ils avaient vu et aimé un groupe nommé The Rocking Vicars le samedi soir !
Ils étaient les premiers à utiliser une batterie à double grosse caisse, ils avaient un drôle d'accoutrement avec leurs tenues folkloriques constituées de bottes en peau de renne lacées très haut sur le devant, leurs chemises venues tout droit de Laponie auxquelles s'ajoutait le col de curé. Les concerts du groupes ne duraient pas plus de quarante minutes, mais à plein tubes. Ils créaient une ambiance et quittaient la scène. Leur répertoire était le même que celui de la majorité des autres groupes britanniques de l'époque comme les Merseybeat par exemple. Leur premier 45 tours sorti en 1964 chez Decca comprenait une reprise du I Go Hape de Neil Sedaka en face A et Someone Like You en face B. Le disque ne s'est pas bien vendu au Royaume-Uni malgré le succès du groupe sur scène. Déçu, Ian Holdbrook quitta le groupe et fut remplacé par Ian Fraser, plus connu sous le nom de Lemmy Kilmister et futur fondateur du groupe Motörhead.
Les Rocking Vicars étaient énormes dans le Nord de l'Angleterre, mais personne ne les connaissaient au sud de Birmingham. Ils ont joué en Finlande, où leur premier single est arrivé en première place des charts. Ils donnèrent un concert mémorable à l'Olympic Stadium d'Helsinki devant 10 000 personnes en délire. Ce fut également le premier groupe à jouer de l'autre côté du Rideau de fer. Ils sont passés en Yougoslavie en 1965, en Slovénie, au Monténégro et en Bosnie-Herzégovine. En 1967, la frustration était trop forte et le groupe battait de l'aile. Morris a quitté le music business et est devenu chauffeur de taxi, Cyril Shaw a rejoint le backing band du crooner Solomon King avant de se retirer du business à son tour. Harry Feeney est aujourd'hui propriétaire de sa propre concession automobile à Blackpool. Mais en fait, si le groupe n'a jamais plus retrouvé son état de grâce du milieu des années 60, une version des Rocking Vicars a continué d'exister. Le groupe a fait encore des spectacles de cabaret, comme à côté, jusqu'en 1994. Cyril et Morris ont entretenu la flamme.

## Composition du groupe

### 1963-1965
- Harry Feeney (chant)
- Ian Holdbrook (guitare et harmonica)
- Steven Morris (basse)
- Cyril Shaw (batterie)

### 1965-1967
- Harry Feeney (chant)
- Ian Fraser (guitare et harmonica)
- Steven Morris (basse)
- Cyril Shaw (batterie)

## Surnom
- Harry Feeney : ---
- Ian Holdbrook: ---
- Steven Morris: Mogsy
- Cyril Shaw : Ciggy
- Ian Willis : Lemmy

## Discographie

### Singles
- 1964 : I Go Ape / Someone Like You
- 1965 : Zing! Went The Strings Of My Heart / Stella (Sorti en Finlande et en république d'Irlande, mais pas au Royaume-Uni)
- 1966 : It's Allright / Stay By Me
- 1966 : Dandy / I Don't Need Your Kind

### Album
- 2000 : The Complete: It's Alright! (Compilation de tous les titres enregistrés par le groupe sortie en 2000 chez Purple Pyramide, division de Cleopatra Records, CLP 0870-2.)